# 안내수한로
안내수한로(Annaesuhan-ro)는 충청북도 옥천군 안내면 안내교차로에서 보은군 수한면 동정삼거리까지 연결하는 도로이다.

## 주요 경유지
충청북도
- 옥천군 (안내면) - 보은군 (수한면)

## 노선
| 이름        | 접속 노선                     | 소재지 | 소재지 | 비고                    |
| ----------- | ----------------------------- | ------ | ------ | ----------------------- |
| 안내 교차로 | 국도 제37호선 (대청로)        | 옥천군 | 안내면 |                         |
| 현리삼거리  | 현리길                        | 옥천군 | 안내면 | 지방도 제575호선과 중복 |
| 도율삼거리  | 지방도 제575호선 (안내회남로) | 옥천군 | 안내면 | 지방도 제575호선과 중복 |
| 장선삼거리  | 장선소계로                    | 보은군 | 수한면 |                         |
| 오정리재    |                               | 보은군 | 수한면 |                         |
| 오정1교     |                               | 보은군 | 수한면 |                         |
| 동정교      |                               | 보은군 | 수한면 |                         |
| 동정삼거리  | 국도 제25호선 (보청대로)      | 보은군 | 수한면 |                         |

## 주요 건물 및 시설
- 동정보건진료소 (안내수한로 1077/동정리 115-3)